# Große Biga

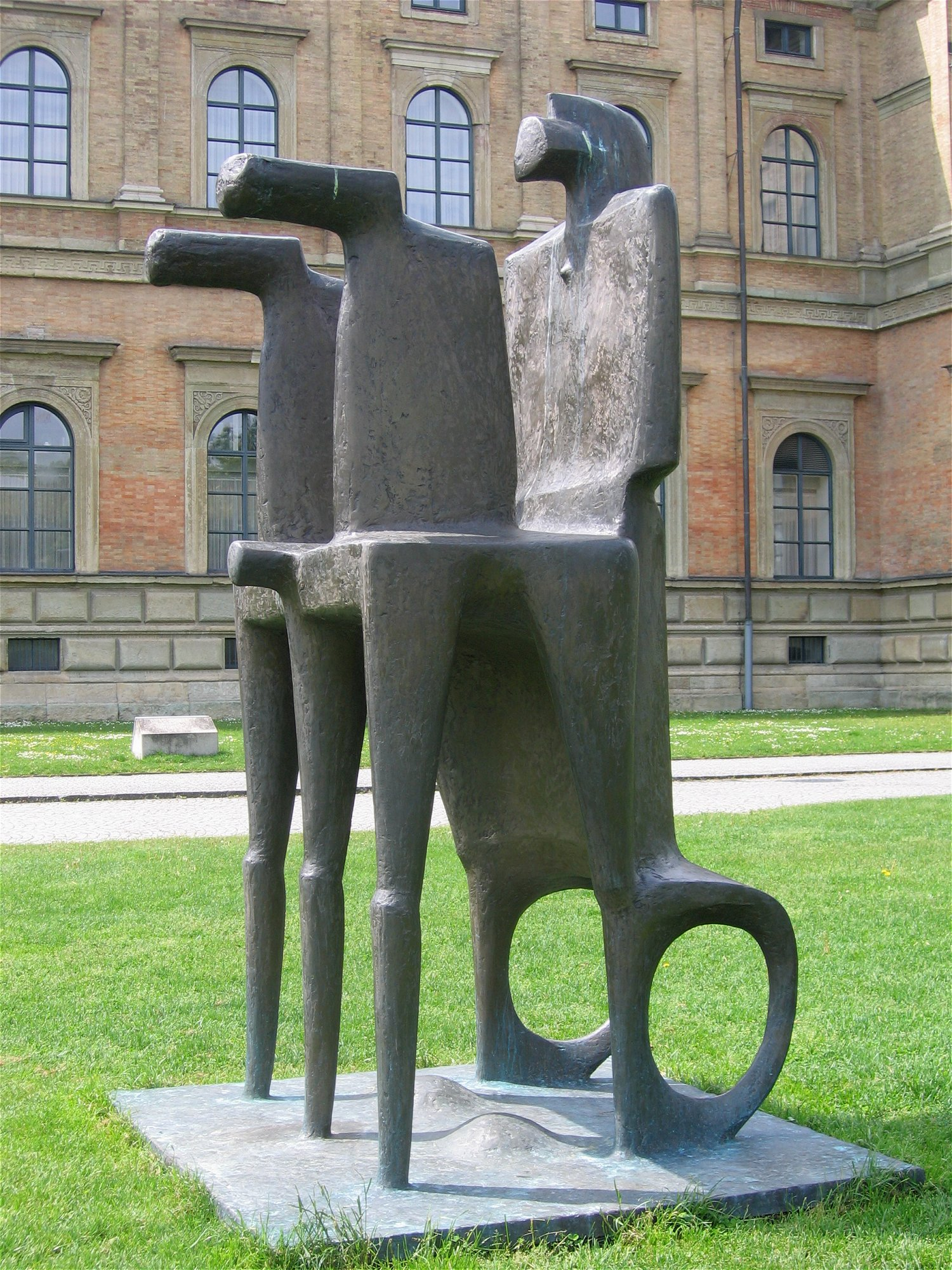
Fritz Koenig: Große Biga

Große Biga ist eine Monumentalplastik aus Bronze von Fritz Koenig. Das Kunstwerk stammt aus dem Jahr 2000 und wurde in München vor der Alten Pinakothek im Viertel Maxvorstadt aufgestellt, im Kunstareal München. Eine Biga ist ein zweirädiger Wagen der von einem Pferdepaar gezogen wird und von einem Fahrer gelenkt wird. Bigas wurden im Alten Rom zu Schaukämpfen und Wagenrennen benutzt. Die Skulptur stellt stilisiert einen antiken, römischen Kampfwagen dar, mit Pferden und Mensch. Wagen, Pferde und Mensch verschmelzen zu einer Einheit.